# 太空颶風

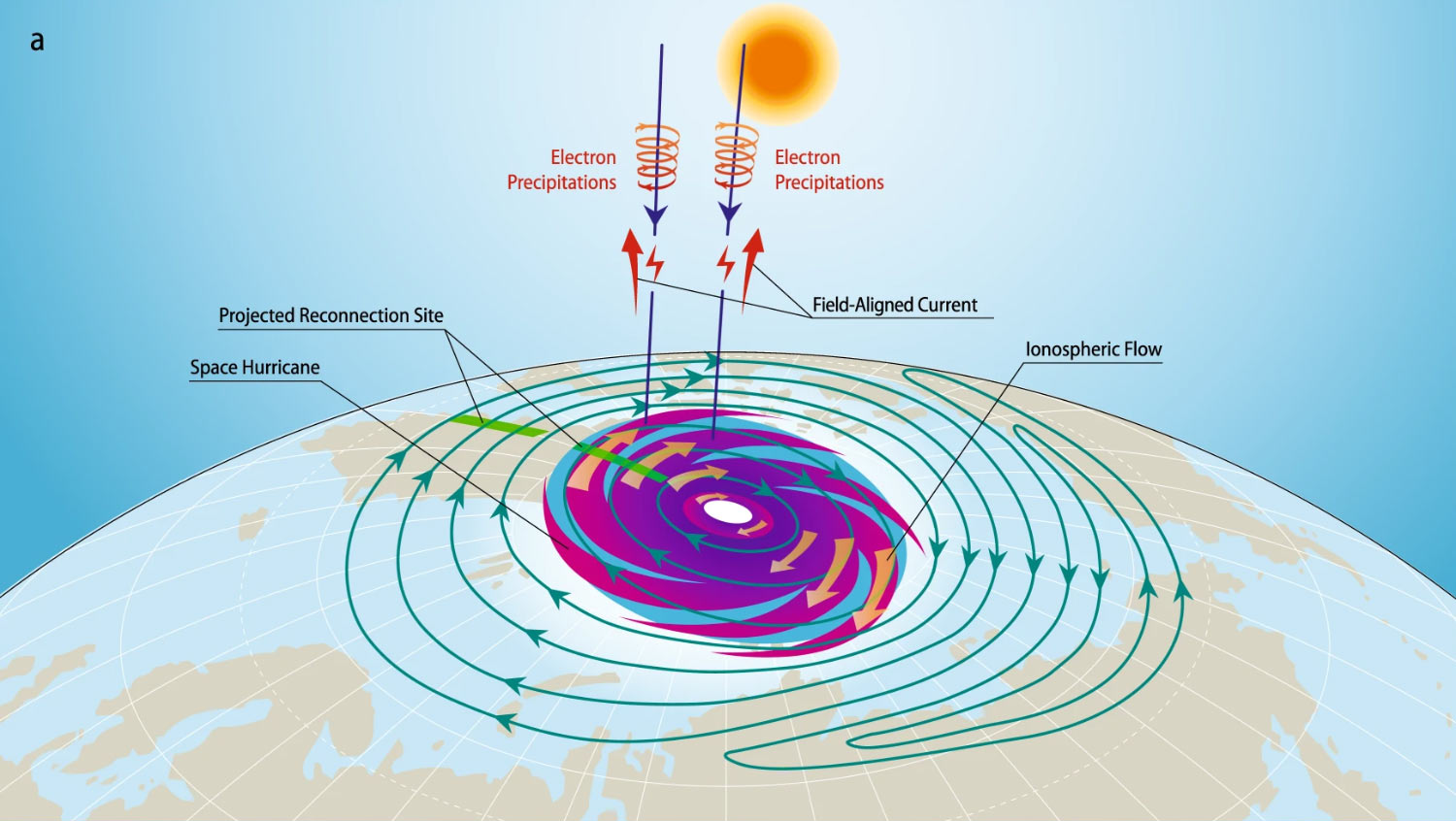
出現在北極地區的太空颶風示意圖

太空颶風（英語：Space hurricane）是指在周邊環境極其平靜的條件下發生在地球極地電離層上方，類似漏斗般的巨型螺旋狀磁暴。此種現象與北極光相關，原因在於漏斗式風暴中的電子沉澱產生出巨大的氣旋狀極光。科學家相信它們只會發生在具磁場行星的極地地區。
地球上的颶風（熱帶氣旋）是由雷暴和地球自轉產生的角動量，在大氣中形成並從海洋表面吸收能量的風暴，而太空颶風則是由電漿與磁場的相互作用形成，並從不斷吹來地球的太陽風中吸取能量。

## 特性
太空颶風由電漿和極其熾熱且以極高速度（轉速高達7,560公里每小時）旋轉的電離氣體組成。在2020年，研究人員利用2014年8月20日的觀測結果，辨認到一場直徑達1000公里，在北極上空發生的大型太空颶風，其底部位於約110-860公里的電離層，中心點大致位於地磁北極上空。太空颶風的特徵是具有多條旋臂的氣旋狀極光斑，其能量和通量大量快速沉積至極地的電離層，中心（相當於普通颶風的風眼）的水平流由於電子沉澱和劇烈的環狀電漿渦量而為零，且擁有一個從負到正的磁偶極結構。該風暴從電離層沿著地磁場線向上延伸，並覆蓋了大部分的北半球晝側極地磁層。
除此之外，太空颶風有著多條旋臂，與傳統颶風相似的是，該風暴也以逆時針的方式旋轉。在被旋轉的電漿包圍的「風眼」中，有一個持續存在、散發出由沉澱電子引起且向上飄升的場沿電流的極光斑。大型電漿風暴下的不是水，而是電子，風暴下方生成的巨型氣旋狀極光便是由電子雨造成。與在混亂情況下生成的常規性太空天氣不同，太空颶風是在非常平靜的地磁條件下觀察到的，當時太陽風的流動很慢，行星際磁場亦指向北方，而傳統的地磁風暴需要強烈的南方走向來驅動。這為底層大氣中的颶風提供了進一步的類比，一位Accuweather的氣象學家指出，普通颶風需要吸收存在於高空的微風才能生成。

## 影響
學者指出與太空颶風相關的電子沉澱可能會擾亂GPS衛星、無線電系統和雷達，還可能加大附近任何衛星的空氣阻力，甚至改變低空範圍任何大小的太空垃圾的軌道，這對近地軌道上的太空飛行器來說無疑是一個越來越大的風險。然而除了這些潛在的太空天氣影響之外，太空颶風預計對地球的影響不大。

## 發現
太空颶風這一現象為由中國山東大學的一組研究人員發現，他們在2014年8月20日觀察了北極地區上空的風暴，然後在2021年確立其性質。除了中國人外，研究團隊還包括來自美國、英國和挪威的科學家。該團隊在太陽和地磁活動較低的時期觀察了太空颶風8小時，直至其逐漸消散。這是人類第一次在高層大氣中觀測到此類似颶風的風暴，之前並不確定它們是否存在。研究人員認為，太空颶風可能相對地在太陽系及其他地區的具磁場行星上常見。